# Tramelan
Tramelan (Duits (verouderd): Tramlingen) is een gemeente en plaats in het Zwitserse kanton Bern, en maakt deel uit van het district Jura bernois.
Tramelan telt 4.419 inwoners.

## Geboren
- Albert Gobat (1843-1914), politicus en Nobelprijswinnaar (1902)
- Virgile Rossel (1958-1933), advocaat, hoogleraar, rector, schrijver en politicus
- André Luy (1927-2005), organist en muziekpedagoog
- Michel Béguelin (1936), politicus